# Sapelo Island
Sapelo Island er en amerikansk barriereø i Atlanterhavet. Øen ligger i McIntosh County i Georgia omkring 70 km syd for Savannah. Øen er kun tilgængelig med båd. Der er færge til øen fra Sapelo Island Visitors Center i McIntosh County. Færgeturen er på 11 km og tager 20 minutter. På Sapelo Island ligger Hog Hammock som er det sidste kendte Gullah-samfund. Adgang til øen er begrænset til beboere, grundejere og deres gæster. Turister kan opnå adgang ved at deltage i organiserede ture på øen.
Cirka 97 procent af øen ejes af delstaten Georgia og forvaltes af Georgia Department of Natural Resources. Resten er i privat eje. Den vestlige del af Sapelo udgør Sapelo Island National Estuarine Research Reserve (SINERR), som er en del af NOAA's National Estuarine Research Reserve system (NERR). På den sydlige del af øen ligger University of Georgias Marine Institute på en godt 600 hektar stor grund, samt Reynolds Mansion, som er en nationalpark på delstatsniveau i Georgia.

## Hog Hammock
På Sapelo Island ligger den lille bebyggelse Hog Hammock, også kendt som Hogg Hummock, hvor de fleste indbyggere er en gruppe afroamerikanere, kendt som Gullah-Geechees, nærmere bestemt Saltwater Geechees, som nedstammer fra vestafrikanske slaver, der blev bragt til øen i 1700- og 1800-tallet for at arbejde på øens plantager. Antallet af Gullah-Geechee-beboere i Hog Hammock blev i 2009 anslået til 49. Der er en butik på øen hvor beboerne kan købe ind. Børnene på øen tager færgen til fastlandet for at gå i skole da øens skole blev nedlagt i 1978.

## Ulykke på færgens landgangsbro 2024
19. oktober 2024 omkom mindst 7 personer da landgangsbroen til færgen til Sapelo Island brød sammen. Det skete under en årlig begivenhed til fejring af Gullah-Geechee-samfundet på øen.
- University of Georgia Marine Institute
- Reynolds Mansion
- Hog Hammock butik og postkontor
- Dulpin River på øens vestside, hvor færgen lægger til